# Musculus uvulae
De musculus uvulae of huigspier is een spier van het zachte verhemelte. De spier wordt geïnnerveerd door de rami pharyngici van de tiende hersenzenuw (de nervus vagus).
De musculus uvulae ontspringt gepaard van het harde verhemelte (de spina nasalis posterior) en de aponeurosis palatina. Achter de uitstraling van de musculus levator veli palatini verloopt hij in de huig (uvula). Bij aanspanning van de musculus uvulae wordt de huig verkort.